# Уурэг-Нуур
У́урэг-Ну́ур, до 1989 года по-русски именовалось Урэг-Нур, Уруг нуур — крупное бессточное солоноватое озеро. Находится на западе Монголии в аймаке Увс.
Площадь поверхности — 300 км². Высота над уровнем моря — 1425 м.
Уурэг-Нуур — крупное высокогорное озеро с прозрачной водой. Одна из туристических достопримечательностей Монголии.

## География
Озеро расположено в западной части Котловины Больших Озёр.